# Uladzimir Ramanoŭski
Uladzimir Vatslavavitj Ramanoŭski (belarusiska: Уладзімір Вацлававіч Раманоўскі; ryska: Владимир Вацлавович Романовский: Vladimir Vatslavovitj Romanovskij), född den 21 juni 1957 i Slonim i Vitryska SSR i Sovjetunionen (nu Belarus), död 13 maj 2013 i Minsk, var en belarusisk kanotist som tävlade för Sovjetunionen.
Han tog OS-guld i K-2 1000 meter och OS-silver i K-2 500 meter i samband med de olympiska kanottävlingarna 1976 i Montréal.